# Kostas Papaïoannou
Pour les articles homonymes, voir Papaioannou.
Kostas Papaïoannou (né le 16 janvier 1925 à Vólos en Grèce et mort le 17 novembre 1981 à Bobigny) était un philosophe et historien de l'art français d'origine grecque. Il était spécialiste de l'œuvre de Hegel, mais aussi de Marx et du marxisme en général.

## Biographie
Dès 1941, il se joint à la Résistance grecque contre les nazis et quitte son pays natal en 1945, en compagnie de jeunes intellectuels dont Kostas Axelos et Cornelius Castoriadis. Il s'installe en France à partir de 1950. Proche de Raymond Aron, Octavio Paz et Boris Souvarine, il se lia d’amitié avec de nombreux artistes, écrivains et intellectuels parmi lesquels Alain Besançon, Jean Blot, Yves Bonnefoy, Sergio de Castro, Jean-Claude Casanova, François Furet, Pierre Hassner, Eugène Ionesco, Jean-Clarence Lambert, Pierre Nora, Alain Pons ou Claude Roy.
Critique du totalitarisme, il a également contribué à l'histoire du marxisme et à la traduction de textes fondamentaux de Marx, Engels et de Hegel (La Raison dans l'histoire). Plusieurs de ses essais ont été publiés à titre posthume par Alain Pons.

## Principales publications
- Hegel, présentation, choix de textes, bibliographie, par Kostas Papaïoannou, Paris, Seghers, 1962.
- Marx et les marxistes, textes choisis et présentés par Kostas Papaioannou, 1965, Gallimard, (plusieurs rééditions). (ISBN 978-2070758081)
- L'Idéologie froide : essai sur le dépérissement du marxisme, 1967, nouvelle éd., Paris, éditions de l'Encyclopédie des Nuisances, 2009.
- (et al.), L'Art grec, Paris, L. Mazenod, 1972.
- De Marx et du marxisme, (avec une préface de Raymond Aron) Gallimard, 1983.  (ISBN 978-2070255368)
- La Consécration de l'Histoire : essais, avant-propos d'Alain Pons, Paris, Éditions Champ libre, 1983.  (ISBN 2-85184-140-8)
- La Civilisation et l'art de la Grèce ancienne, préface d'Alain Pons, nouvelle éd., Paris, Librairie générale française, 1989.
- De la critique du ciel à la critique de la terre, éditions Allia, Paris, 1998. Réédition 2005  (ISBN 2844851967).
- Hegel et Marx :  L'Interminable débat, éditions Allia, Paris, 1999; c'est une édition séparée de l'introduction à la traduction faite par Papaioannou de  la critique de l'État hégélien de Karl Marx. Réédition 2005  (ISBN 2844851967).

## Préfaces, postfaces et traductions
- F. Engels, Esquisse d’une critique de l’économie politique, Paris, Allia, 1998, 80 p. (ISBN 2-911188-88-8).
- G.W.F. Hegel, Écrits politiques, suivis de La Raison et la Croix du présent par Kostas Papaioannou, éditions Champ Libre, 1977; réédition "Bibliothèque 10/18", 1996.
- G.W.F. Hegel, La raison dans l'Histoire, par Kostas Papaioannou, édition 10/18.
- Karl Marx, Critique de l'État hégélien (intitulé Critique du droit politique  hégélien dans d'autres éditions), U.G.E.-10/18, Paris, 1976.